# Ligule (graminoïdes)
Pour les articles homonymes, voir Ligule.

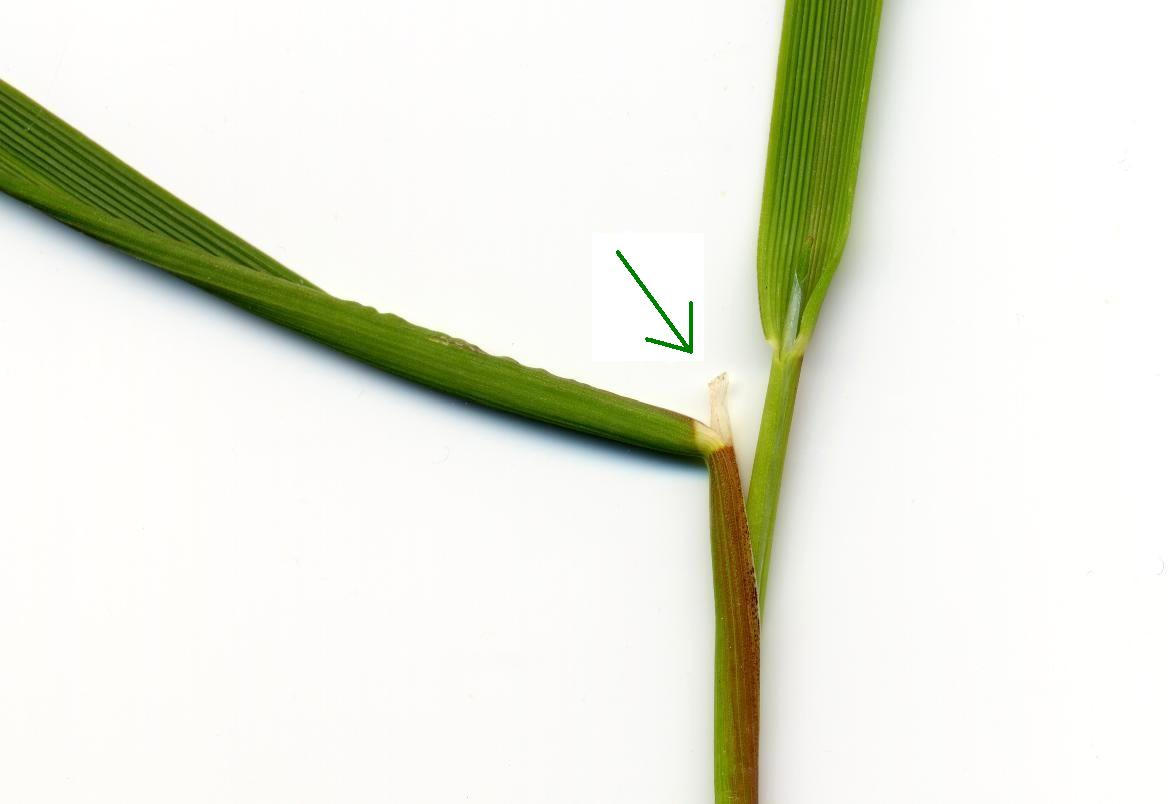
Ligule sur une feuille d’Alopecurus geniculatus (Poaceae).

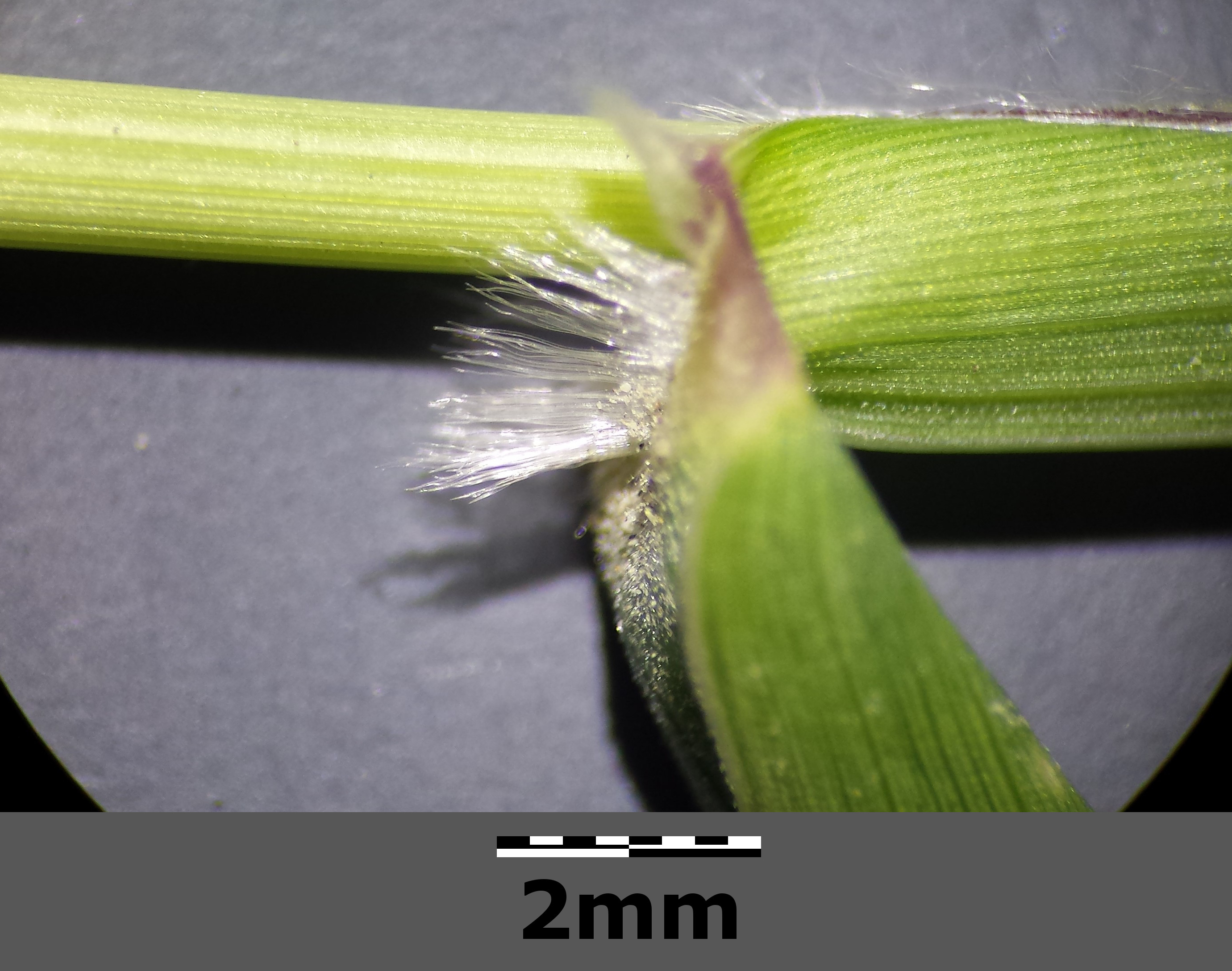
Ligule ciliée constituée d'une couronne de poils chez Setaria verticillata (Poaceae)

Une ligule, en botanique, chez les Poaceae (graminées), Cyperaceae et  Juncaceae, est une pièce foliaire correspondant à une languette membraneuse, parfois remplacée par une rangée de poils, voire absente, située à la jonction de la gaine et du limbe des feuilles, dans le prolongement de la gaine.
Il existe une seconde acception du mot ligule : élément de la corolle (constituée par 5 pétales soudés) en forme de languette, développé unilatéralement vers la périphérie du capitule. Chez les Astéracées, toutes les fleurs du capitule des Liguliflores (ex: pissenlit) sont ligulées, seules les fleurs périphériques des Radiées comme les pâquerettes le sont.

## Étymologie
Le terme « ligule », attesté en français depuis 1582, est emprunté au latin : ligula, diminutif de lingua, langue.

## Morphologie
La ligule est généralement adaxiale (ou interne), mais on peut voir, plus rarement, des ligules abaxiales (externes), en particulier chez certaines Bambusoideae,,.
La ligule peut présenter des formes variables selon les genres et espèces. On peut ainsi observer des ligules courtes ou longues, aiguës, obtuses ou tronquées, entières, échancrées, bifides, dentées ou ciliées.
Chez certaines espèces de Poaceae et Cyperaceae, il peut exister une languette membraneuse, également située à la jonction de la gaine et du limbe, mais dans le prolongement de ce dernier, appelée « antiligule ». Certains auteurs l'appellent aussi contraligule, fausse ligule ou pseudo-ligule.